# Habitatge a l'avinguda Catalunya, 7 (Brafim)
L'Habitatge a l'avinguda Catalunya, 7 és una obra amb elements modernistes i eclèctics de Bràfim (Alt Camp) protegida com a bé cultural d'interès local.

## Descripció
Edifici d'habitatges situat a l'interior del nucli urbà de Bràfim. És una casa entre mitgeres de planta baixa i tres pisos. La distribució de la façana és simètrica. Presenta porta d'accés centrada, amb ornamentació modernista floral i una inscripció al damunt amb la data de 1911, i balcons a la resta de lafaçana: dos al primer pis, un de corregut al segon pis i tres al tercer pis. Llevat de l'ornamentació modernitat esmentada, la resta de la decoració és clàssica. El material bàsic de la construcció és la pedra, arrebossat i pintada, amb imitació d'encoixinat. Hi ha un interessant treball a la fusta de les portes.